# 佐藤純之介
佐藤 純之介（さとう じゅんのすけ、1975年1月25日 -）は、日本の音楽プロデューサー。
大阪府出身。NEW WORLD LINE株式会社執行役員。

## 経歴
YMOやTM NETWORKに憧れ、1990年代後期から音楽制作を始める。2001年に拠点を東京に移し、レコーディング・エンジニアとして活動した後、2006年にランティス（現・バンダイナムコミュージックライブ）に入社。音楽ディレクターやA&Rとして活動し、バンダイナムコアーツのチーフプロデューサーを経て、2020年に独立。現在はフリーの音楽プロデューサーとして活動している。

## 人物
- 数多くのアニメソングを手掛け、ランティス在籍時の最盛期には年間400曲以上の楽曲を制作していた[4]。
- 自ら手がけた作品のハイレゾ配信にも積極的に携わっており[5]、世界初となるDSD256ネイティブでのマルチトラック録音の作品制作[6]や768kHz/32bitレコーディング[7]を実践するなど、高音質フォーマットや音楽制作の最先端技術への造詣が深い。
- Prophet-5やMoog IIIc、Fairlight CMIといったシンセサイザーのコレクターとしても知られている[8][9]。日本シンセサイザープロフェッショナルアーツ（JSPA）正会員[10]。
- レコーディング機材やオーディオにも精通しており、サウンド&レコーディング・マガジンなどの専門誌への寄稿、デジタルヘッドフォン[11]やイヤーパッド[12]のチューニングなど、その活動は多岐にわたる。

## 主な参加作品

### テレビアニメ
2006年
- イノセント・ヴィーナス（A&R）
- Gift ～ギフト～eternal rainbow（宣伝協力）

2009年
- うみものがたり 〜あなたがいてくれたコト〜（音楽プロデューサー）

2013年
- 犬とハサミは使いよう（音楽制作協力）
- 幻影ヲ駆ケル太陽（音楽制作協力）
- 八犬伝—東方八犬異聞—（音楽協力）

2014年
- ウィッチクラフトワークス（音楽プロデューサー）
- 世界征服～謀略のズヴィズダー～（音楽制作協力）

2015年
- おそ松さん（EDテーマ制作協力）
- コンクリート・レボルティオ〜超人幻想〜（挿入歌プロデュース）
- 櫻子さんの足下には死体が埋まっている（音楽プロデューサー）
- 食戟のソーマ（音楽プロデューサー）

2016年
- おそ松さん おうまでこばなし（EDテーマ制作協力）
- 紅殻のパンドラ（音楽プロデューサー）
- コンクリート・レボルティオ〜超人幻想〜THE LAST SONG（挿入歌プロデュース）
- 田中くんはいつもけだるげ（音楽制作協力）
- ハルチカ～ハルタとチカは青春する～（音楽協力）
- Fate/kaleid liner プリズマ☆イリヤ ドライ!!（音楽制作プロデューサー）
- フリップフラッパーズ（音楽プロデューサー）

2017年
- ACCA13区監察課（音楽プロデューサー）
- ID-0（音楽プロデューサー）
- アリスと蔵六（音楽プロデューサー）
- 妹さえいればいい。（音楽プロデューサー）
- 有頂天家族2（ED主題歌プロデュース）
- 賭ケグルイ（音楽プロデューサー）
- クジラの子らは砂上に歌う（エンディングテーマ制作）
- このはな綺譚（音楽プロデューサー）
- 小林さんちのメイドラゴン（主題歌プロデュース）
- 食戟のソーマ 餐ノ皿（音楽プロデューサー）
- sin 七つの大罪（音楽プロデューサー）
- ゼロから始める魔法の書（音楽プロデューサー）
- つうかあ（主題歌制作プロデューサー）
- ひとりじめマイヒーロー（主題歌協力）
- プリンセス・プリンシパル（音楽ディレクター）
- 鬼灯の冷徹 第弐期（楽曲プロデュース）
- 魔法陣グルグル（音楽プロデューサー）
- ようこそ実力至上主義の教室へ（音楽プロデューサー）

2018年
- アイドリッシュセブン（音楽プロデューサー）※#01・#02先行上映版
- ガイコツ書店員 本田さん（音楽プロデューサー）
- 殺戮の天使（音楽プロデューサー）
- 転生したらスライムだった件（主題歌プロデュース）
- プラネット・ウィズ（主題歌制作プロデューサー）
- 魔法少女 俺（音楽プロデューサー）
- メルヘン・メドヘン（音楽プロデューサー）

2019年
- ありふれた職業で世界最強（主題歌制作プロデューサー）
- 賭ケグルイ××（音楽プロデューサー）
- サークレット・プリンセス（音楽プロデューサー）
- ナカノヒトゲノム【実況中】（音楽プロデューサー）

2021年
- TSUKIPRO THE ANIMATION 2（作中音楽制作担当）
- 魔術士オーフェンはぐれ旅 キムラック編（音楽制作協力）

2022年
- 神クズ☆アイドル（音楽プロデューサー）
- VAZZROCK THE ANIMATION（作中音楽制作担当）
- ユーレイデコ（音楽プロデューサー）

2023年
- 犬になったら好きな人に拾われた。（音楽プロデューサー）

2024年
- エルフさんは痩せられない。（音楽プロデューサー）

2025年
- 沖縄で好きになった子が方言すぎてツラすぎる（音楽プロデューサー）
- ニートくノ一となぜか同棲はじめました（音楽プロデューサー）

### OVA
2008年
- KITE LIBERATOR（音楽プロデューサー）
- 絶対衝激 〜PLATONIC HEART〜（音楽プロデューサー）

2019年
- 転生したらスライムだった件（主題歌プロデュース）

### 劇場アニメ
2013年
- AURA 〜魔竜院光牙最後の闘い〜（音楽制作協力）

2015年
- ガールズ&パンツァー 劇場版（音楽制作協力）
- ラブライブ!The School Idol Movie（音楽ディレクター）

2017年
- 映画 かみさまみならい ヒミツのここたま（音楽制作プロデュース）
- ガールズ＆パンツァー 最終章 第1話（主題歌プロデューサー）
- 劇場版 トリニティセブン -悠久図書館と錬金術少女-（音楽制作協力）
- 劇場版Fate/kaleid liner プリズマ☆イリヤ 雪下の誓い（音楽プロデューサー）

2018年
- さよならの朝に約束の花をかざろう（主題歌プロデュース）

2019年
- ガールズ＆パンツァー 最終章 第2話（主題歌プロデューサー）

2021年
- ガールズ＆パンツァー 最終章 第3話（主題歌プロデューサー）

### Webアニメ
2007年
- ケータイ少女（音楽ディレクター）

2015年
- ももくり（音楽プロデューサー）

2019年
- OBSOLETE（音楽プロデューサー）

2020年
- せいぜいがんばれ!魔法少女くるみ（第3期）（音楽制作協力）

2024年
- ちこまる（音楽プロデューサー）
- エルフさんは痩せられない。 ミニアニメ「直江くんは痩せさせたい。」（主題歌音楽プロデュース）

### テレビドラマ
2019年
- カフカの東京絶望日記（音楽プロデューサー）

### 映画
2020年
- 劇場特別版 カフカの東京絶望日記（音楽プロデューサー）
- 前田建設ファンタジー営業部（音楽プロデューサー）

## 主な担当アーティスト

### ディレクション
- Aqours
  - 君のこころは輝いてるかい?（サウンドディレクター）
  - 恋になりたいAQUARIUM（サウンドディレクター）
  - 青空Jumping Heart（サウンドディレクター）
  - 決めたよHand in Hand/ダイスキだったらダイジョウブ!（サウンドディレクター）
  - ユメ語るよりユメ歌おう（サウンドディレクター）
  - 夢で夜空を照らしたい/未熟DREAMER（サウンドディレクター）
  - 想いよひとつになれ/MIRAI TICKET（サウンドディレクター）
- 石田燿子
- 伊藤かな恵
  - つまさきだち（ディレクター）
  - パズル/ビギナードライバー（ディレクター）
- 伊藤静
- 岩田光央
- 遠藤正明
- 喜多修平
  - 世界の果てに君がいても（ディレクター）
- CooRie
- 後藤邑子
- 清水愛
- Suara
  - 忘れないで（ディレクター）
- 鈴村健一
- 茅原実里
  - エイミー（ディレクター）
- 橋本みゆき
- 畑亜貴
- ヒャダイン
- Mia REGINA
  - My Sweet Maiden/Welcome To Our Diabolic Paradise（チーフディレクター）
- 美郷あき
  - What a beautiful world（ディレクター）
- μ's
  - Wonderful Rush（サウンドディレクター）
  - μ's Best Album Best Live! collection（サウンドディレクター）
  - 僕らは今のなかで（サウンドディレクター）
  - きっと青春が聞こえる（サウンドディレクター）
  - これからのSomeday/Wonder zone（サウンドディレクター）
  - No brand girls/START:DASH!!（サウンドディレクター）
  - Music S.T.A.R.T!!（サウンドディレクター）
  - タカラモノズ/Paradise Live（サウンドディレクター）
  - それは僕たちの奇跡（サウンドディレクター）
  - どんなときもずっと（サウンドディレクター）
  - ユメノトビラ（サウンドディレクター）
  - Love wing bell/Dancing stars on me!（サウンドディレクター）
  - KiRa-KiRa Sensation!/Happy maker!（サウンドディレクター）
  - Shangri-La Shower（サウンドディレクター）
  - ミはμ'sicのミ（サウンドディレクター）
  - μ's Best Album Best Live! Collection II（サウンドディレクター）
  - Angelic Angel/Hello,星を数えて（サウンドディレクター）
  - SUNNY DAY SONG/?←HEARTBEAT（サウンドディレクター）
  - 僕たちはひとつの光/Future style（サウンドディレクター）
  - HEART to HEART!（サウンドディレクター）
  - MOMENT RING（サウンドディレクター）
  - A song for You! You? You!!（ディレクター）
- 森久保祥太郎
- 山本陽介
  - ALL-WAYS（ボーカルレコーディングディレクター）
- eufonius

### サウンドプロデュース
- 麻生夏子
  - Programming for non-fiction（ミキシングエンジニア、プロデューサー）
  - Perfect-area complete!（ディレクター）
  - Movement of magic（ディレクター）
  - MoonRise Romance（ディレクター、レコーディングエンジニア）
  - My Starlit Point（ディレクター、ミキシングエンジニア）
- Annabel
  - TALK（ディレクター）
- 上坂すみれ
  - 恋する図形 (cubic futurismo)（ディレクター、サウンドプロデューサー）
- 緒方恵美
- ORESAMA
- 小林竜之
- 佐咲紗花
  - Zzz（ディレクター）
  - sympathetic world（ディレクター）
  - Daybreaker（ディレクター）
  - CHIASTOLITE（ディレクター）
  - SAYAKAVER.（ボーカルディレクター、ディレクター、サウンドプロデューサー）
  - FEEL×ALIVE（ディレクター、サウンドプロデューサー）
  - Grand symphony（サウンドプロデューサー）
  - SAYAKAVER.2（ボーカルディレクター）
- ZAQ
  - カーストルーム（ディレクター）
  - BRAVER（サウンドプロデューサー）
  - JOURNEY（サウンドプロデューサー）
  - Z-ONE（サウンドプロデューサー、ミキシングエンジニア）
- スフィア
  - Third Planet（ディレクター）
  - Sign（サウンドプロデューサー）
- Ceui
  - 微睡みの楽園（ディレクター）
  - mellow melody（ディレクター）
- 瀬名
  - TSUBASA（ディレクター）
  - Eternal Fantasy 〜愛は世界に遍く花のように〜（ディレクター）
  - Never End Wonderland（ディレクター）
- D-selections
- 玉置成実
- Chima
  - FLIP FLAP FLIP FLAP（サウンドプロデューサー）
  - urar（ディレクター）
- ChouCho
  - カワルミライ（ディレクター）
  - flyleaf（ディレクター）
  - 空とキミのメッセージ（ディレクター）
  - starlog（ディレクター）
  - secretgarden（ディレクター）
  - 夏の日と君の声（ディレクター）
  - BLESS YoUr NAME（ディレクター）
  - 空想トライアングル（ディレクター）
  - kaleidoscope/薄紅の月（ディレクター）
  - 明日の君さえいればいい。（サウンドプロデューサー）
  - color of time（サウンドプロデューサー）

TECHNOBOYS PULCRAFT GREEN-FUND
- - WHIMSICAL WAYWARD WISH（ミキシングエンジニア）
  - Magical Circle（サウンドプロデューサー）
  - MUSIC FOR ANIMATIONS（サウンドプロデューサー）

寺島拓篤
- - Nameless Story（サウンドプロデューサー）
  - メグルモノ（サウンドプロデューサー）
  - Buddy, steady, go!!（サウンドプロデューサー）
- nano.RIPE
- 南條愛乃
- のみこ
  - 恋空リサイクリング（ディレクター）
- 畠中祐
- buzz★Vibes
- fhána
  - ケセラセラ（ディレクター）
  - tiny lamp（ディレクター）
  - divine intervention（ディレクター）
  - いつかの、いくつかのきみとのせかい（ディレクター）
  - 星屑のインターリュード（ディレクター、プロデューサー）
  - ソナタとインターリュード（ディレクター、サウンドプロデューサー）
  - Outside of Melancholy（ディレクター、プロデューサー）
  - ワンダーステラ（ディレクター、プロデューサー）
  - わたしのための物語 〜My Uncompleted Story〜（ディレクター、プロデューサー）
- 渕上舞
  - Fly High Myway!（ディレクター、サウンドプロデューサー）
  - リベラシオン（サウンドディレクター、サウンドプロデューサー）
  - 操り人形クーデター（サウンドプロデューサー）
- Void_Chords
  - The Other Side of the Wall（サウンドプロデューサー）
  - FLARE（サウンドプロデューサー）
- 真崎エリカ
- marble
  - 芽生えドライブ（ディレクター、レコーディングエンジニア、ミキシングエンジニア）
  - 空中迷路（ディレクター）
  - 虹色ハミング（サウンドディレクター、ミキシングエンジニア、レコーディングエンジニア）
  - 流星レコード（ミキシングエンジニア、レコーディングエンジニア）
  - 初恋 limited（A&R）
  - violet（ディレクター、シンセサイザー、エレクトリックピアノ、プロデューサー、ピアノ）
  - 空想ジェット!（ディレクター、ミキシングエンジニア、エレクトリックピアノ、プロデューサー）
  - さくらさくら咲く 〜あの日君を待つ 空と同じで〜（ミキシングエンジニア、レコーディングエンジニア）
  - Lingering Fizz（ミキシングエンジニア）
  - 未来スコープ（ディレクター）
- 栗林みな実
  - Beautiful soldier（ディレクター）
  - SWITCH（サウンドプロデューサー）
- 結城アイラ
  - Blue sky true sky（共同ディレクター）
  - Weeping alone（共同ディレクター）
  - For my dear（ディレクター）
  - decade wind（サウンドプロデューサー）
- rionos
- Rita
  - Magnetism（A&R）
  - JEWELRY HALATION（ディレクター）
- ONEIIINOTES

### その他
- 花澤香菜
  - Make a Difference（Emulator, Fairlight CM1 III, Oberheim SEM Manipulated）